# Musaler
Musaler (en arménien Մուսալեռ) est une communauté rurale du marz d'Armavir, en Arménie. Elle compte 2 741 habitants en 2009.